# 1302
Il 1302 (MCCCII in numeri romani) è un anno  del XIV secolo.

## Eventi

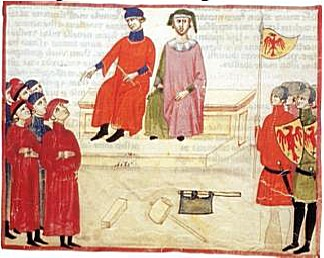
Folcieri da Cavoli

- A Firenze, ormai nelle mani dei Guelfi Neri, inizia una serie di processi contro gli oppositori politici.
- 27 gennaio - Dante Alighieri, assente da alcuni mesi per un'ambasceria presso la curia romana, è accusato di baratteria e di opposizione al pontefice e a Carlo di Valois e viene condannato a pagare un'ammenda di 5000 fiorini, al confino per due anni e all'interdizione perpetua dagli uffici pubblici.
- 11 luglio - Nella Battaglia degli speroni d'oro i comuni fiamminghi ribelli sconfiggono l'esercito di Filippo IV di Francia.
- 31 agosto - Pace di Caltabellotta che sanciva la fine delle lotte per la successione di Federico III nel Regno di Sicilia.
- 18 novembre Papa Bonifacio VIII emana la bolla Unam Sanctam.
- Il monte Epomeo subisce la sua ultima eruzione in epoca storica. La data non è certa.[1]

## Nati
- 22 febbraio - Gegeen Khan, imperatore cinese († 1323)
- 7 dicembre - Azzone Visconti, italiano († 1339)
- Tommaso Caloiro, poeta e giurista italiano († 1341)
- Ramberto I Malatesta, condottiero italiano († 1367)
- Maria Afonso, nobildonna portoghese († 1320)
- Jacopo Passavanti, scrittore, architetto e religioso italiano († 1357)
- Ruggero Sanseverino, funzionario e arcivescovo italiano († 1348)
- Tai Situ Changchub Gyaltsen, re tibetano († 1364)
- Isabella d'Aragona, principessa († 1330)

## Morti
- 2 gennaio - Enrico I di Meclemburgo, principe (n. 1230)
- 19 gennaio - Al-Hakim, califfo
- 24 gennaio - Cimabue, pittore italiano
- 1º febbraio - Andrea da Segni, religioso italiano (n. 1240)
- 1º marzo - Gerardo Bianchi, cardinale e vescovo cattolico italiano
- 3 marzo - Ruggero Bernardo III di Foix, trovatore e conte francese
- 8 aprile - Muhammad II al-Faqih, sultano
- 9 aprile - Costanza II di Sicilia, regina (n. 1249)
- 2 maggio - Bianca d'Artois, contessa (n. 1248)
- 9 luglio - Giovanni Savelli, vescovo cattolico italiano
- 11 luglio - Guy I de Clermont, militare francese
- 11 luglio - Goffredo d'Aerschot, nobile
- 11 luglio - Jehan de Trie, generale francese
- 11 luglio - Simon de Melun, militare francese
- 11 luglio - Roberto II d'Artois, conte (n. 1250)
- 19 agosto - Violante d'Aragona e Sicilia, duchessa (n. 1273)
- 27 agosto - Maghinardo Pagani, condottiero e politico italiano
- 18 settembre - Eudocia Paleologa, imperatrice bizantina
- 29 ottobre - Matteo d'Acquasparta, cardinale, teologo e filosofo italiano (n. 1240)
- 17 novembre - Gertrude di Helfta, religiosa e santa tedesca (n. 1256)
- 17 dicembre - Pietro Valeriani Duraguerra, cardinale, diplomatico e notaio italiano
- 21 dicembre - Jean II d'Harcourt, militare francese
- 26 dicembre - Valdemaro di Svezia, re
- 31 dicembre - Federico III di Lorena, duca
- Tagino dei Bonacolsi, politico italiano
- John Comyn, II signore di Badenoch, nobile, politico e diplomatico scozzese
- Enrico III di Bar, nobile francese (n. 1259)
- Gammala, principe mongolo (n. 1263)
- Giorgio I Šubić, nobile croato
- Khalifa ibn Waqqasa, marocchino
- Richard Middleton, teologo inglese (n. 1249)
- Venedico Caccianemico, politico italiano (n. 1228)

## Calendario
| Calendario 1302 | Calendario 1302 | Calendario 1302 | Calendario 1302 | Calendario 1302 | Calendario 1302 | Calendario 1302 | Calendario 1302 | Calendario 1302 | Calendario 1302 | Calendario 1302 | Calendario 1302 | Calendario 1302 | Calendario 1302 | Calendario 1302 | Calendario 1302 | Calendario 1302 | Calendario 1302 | Calendario 1302 | Calendario 1302 | Calendario 1302 | Calendario 1302 | Calendario 1302 | Calendario 1302 | Calendario 1302 | Calendario 1302 | Calendario 1302 | Calendario 1302 | Calendario 1302 | Calendario 1302 | Calendario 1302 | Calendario 1302 | Calendario 1302 |
| --------------- | --------------- | --------------- | --------------- | --------------- | --------------- | --------------- | --------------- | --------------- | --------------- | --------------- | --------------- | --------------- | --------------- | --------------- | --------------- | --------------- | --------------- | --------------- | --------------- | --------------- | --------------- | --------------- | --------------- | --------------- | --------------- | --------------- | --------------- | --------------- | --------------- | --------------- | --------------- | --------------- |
|                 | 1               | 2               | 3               | 4               | 5               | 6               | 7               | 8               | 9               | 10              | 11              | 12              | 13              | 14              | 15              | 16              | 17              | 18              | 19              | 20              | 21              | 22              | 23              | 24              | 25              | 26              | 27              | 28              | 29              | 30              | 31              |                 |
| Gennaio         | Lu              | Ma              | Me              | Gi              | Ve              | Sa              | Do              | Lu              | Ma              | Me              | Gi              | Ve              | Sa              | Do              | Lu              | Ma              | Me              | Gi              | Ve              | Sa              | Do              | Lu              | Ma              | Me              | Gi              | Ve              | Sa              | Do              | Lu              | Ma              | Me              |                 |
| Febbraio        | Gi              | Ve              | Sa              | Do              | Lu              | Ma              | Me              | Gi              | Ve              | Sa              | Do              | Lu              | Ma              | Me              | Gi              | Ve              | Sa              | Do              | Lu              | Ma              | Me              | Gi              | Ve              | Sa              | Do              | Lu              | Ma              | Me              |                 |                 |                 |                 |
| Marzo           | Gi              | Ve              | Sa              | Do              | Lu              | Ma              | Me              | Gi              | Ve              | Sa              | Do              | Lu              | Ma              | Me              | Gi              | Ve              | Sa              | Do              | Lu              | Ma              | Me              | Gi              | Ve              | Sa              | Do              | Lu              | Ma              | Me              | Gi              | Ve              | Sa              |                 |
| Aprile          | Do              | Lu              | Ma              | Me              | Gi              | Ve              | Sa              | Do              | Lu              | Ma              | Me              | Gi              | Ve              | Sa              | Do              | Lu              | Ma              | Me              | Gi              | Ve              | Sa              | Do              | Lu              | Ma              | Me              | Gi              | Ve              | Sa              | Do              | Lu              |                 |                 |
| Maggio          | Ma              | Me              | Gi              | Ve              | Sa              | Do              | Lu              | Ma              | Me              | Gi              | Ve              | Sa              | Do              | Lu              | Ma              | Me              | Gi              | Ve              | Sa              | Do              | Lu              | Ma              | Me              | Gi              | Ve              | Sa              | Do              | Lu              | Ma              | Me              | Gi              |                 |
| Giugno          | Ve              | Sa              | Do              | Lu              | Ma              | Me              | Gi              | Ve              | Sa              | Do              | Lu              | Ma              | Me              | Gi              | Ve              | Sa              | Do              | Lu              | Ma              | Me              | Gi              | Ve              | Sa              | Do              | Lu              | Ma              | Me              | Gi              | Ve              | Sa              |                 |                 |
| Luglio          | Do              | Lu              | Ma              | Me              | Gi              | Ve              | Sa              | Do              | Lu              | Ma              | Me              | Gi              | Ve              | Sa              | Do              | Lu              | Ma              | Me              | Gi              | Ve              | Sa              | Do              | Lu              | Ma              | Me              | Gi              | Ve              | Sa              | Do              | Lu              | Ma              |                 |
| Agosto          | Me              | Gi              | Ve              | Sa              | Do              | Lu              | Ma              | Me              | Gi              | Ve              | Sa              | Do              | Lu              | Ma              | Me              | Gi              | Ve              | Sa              | Do              | Lu              | Ma              | Me              | Gi              | Ve              | Sa              | Do              | Lu              | Ma              | Me              | Gi              | Ve              |                 |
| Settembre       | Sa              | Do              | Lu              | Ma              | Me              | Gi              | Ve              | Sa              | Do              | Lu              | Ma              | Me              | Gi              | Ve              | Sa              | Do              | Lu              | Ma              | Me              | Gi              | Ve              | Sa              | Do              | Lu              | Ma              | Me              | Gi              | Ve              | Sa              | Do              |                 |                 |
| Ottobre         | Lu              | Ma              | Me              | Gi              | Ve              | Sa              | Do              | Lu              | Ma              | Me              | Gi              | Ve              | Sa              | Do              | Lu              | Ma              | Me              | Gi              | Ve              | Sa              | Do              | Lu              | Ma              | Me              | Gi              | Ve              | Sa              | Do              | Lu              | Ma              | Me              |                 |
| Novembre        | Gi              | Ve              | Sa              | Do              | Lu              | Ma              | Me              | Gi              | Ve              | Sa              | Do              | Lu              | Ma              | Me              | Gi              | Ve              | Sa              | Do              | Lu              | Ma              | Me              | Gi              | Ve              | Sa              | Do              | Lu              | Ma              | Me              | Gi              | Ve              |                 |                 |
| Dicembre        | Sa              | Do              | Lu              | Ma              | Me              | Gi              | Ve              | Sa              | Do              | Lu              | Ma              | Me              | Gi              | Ve              | Sa              | Do              | Lu              | Ma              | Me              | Gi              | Ve              | Sa              | Do              | Lu              | Ma              | Me              | Gi              | Ve              | Sa              | Do              | Lu              |                 |